# Baseball en Italie
Le baseball en Italie.

## Organisation

### Compétitions nationales
Le Championnat d'Italie de baseball (Italian Baseball League) est une compétition rassemblant l'élite des clubs italiens de baseball depuis 1948. L'IBL comprend actuellement huit clubs qui s'affrontent en avril et août. Le T&A San Marino est tenant du titre. Derrière l'IBL, quatre niveaux de compétitions rassemblent plusieurs dizaines de formations.
| Niveau | Niveau | Serie                                                   | Serie                                                   | Serie                                                   | Serie                                                   | Serie                                                   | Serie                                                   | Serie                                                   | Serie                                                   | Serie                                                   | Serie                                                   | Serie                                                   | Serie                                                   | Serie                                                   | Serie                                                   | Serie                                                   | Serie                                                   | Serie                                                   | Serie                                                   |
| ------ | ------ | ------------------------------------------------------- | ------------------------------------------------------- | ------------------------------------------------------- | ------------------------------------------------------- | ------------------------------------------------------- | ------------------------------------------------------- | ------------------------------------------------------- | ------------------------------------------------------- | ------------------------------------------------------- | ------------------------------------------------------- | ------------------------------------------------------- | ------------------------------------------------------- | ------------------------------------------------------- | ------------------------------------------------------- | ------------------------------------------------------- | ------------------------------------------------------- | ------------------------------------------------------- | ------------------------------------------------------- |
| 1      | 1      | Italian Baseball League IBL-Serie A1 8 équipes          | Italian Baseball League IBL-Serie A1 8 équipes          | Italian Baseball League IBL-Serie A1 8 équipes          | Italian Baseball League IBL-Serie A1 8 équipes          | Italian Baseball League IBL-Serie A1 8 équipes          | Italian Baseball League IBL-Serie A1 8 équipes          | Italian Baseball League IBL-Serie A1 8 équipes          | Italian Baseball League IBL-Serie A1 8 équipes          | Italian Baseball League IBL-Serie A1 8 équipes          | Italian Baseball League IBL-Serie A1 8 équipes          | Italian Baseball League IBL-Serie A1 8 équipes          | Italian Baseball League IBL-Serie A1 8 équipes          | Italian Baseball League IBL-Serie A1 8 équipes          | Italian Baseball League IBL-Serie A1 8 équipes          | Italian Baseball League IBL-Serie A1 8 équipes          | Italian Baseball League IBL-Serie A1 8 équipes          | Italian Baseball League IBL-Serie A1 8 équipes          | Italian Baseball League IBL-Serie A1 8 équipes          |
| 2      | 2      | Serie A2 Groupe A 10 équipes                            | Serie A2 Groupe A 10 équipes                            | Serie A2 Groupe A 10 équipes                            | Serie A2 Groupe A 10 équipes                            | Serie A2 Groupe A 10 équipes                            | Serie A2 Groupe A 10 équipes                            | Serie A2 Groupe A 10 équipes                            | Serie A2 Groupe A 10 équipes                            | Serie A2 Groupe A 10 équipes                            | Serie A2 Groupe B 10 équipes                            | Serie A2 Groupe B 10 équipes                            | Serie A2 Groupe B 10 équipes                            | Serie A2 Groupe B 10 équipes                            | Serie A2 Groupe B 10 équipes                            | Serie A2 Groupe B 10 équipes                            | Serie A2 Groupe B 10 équipes                            | Serie A2 Groupe B 10 équipes                            | Serie A2 Groupe B 10 équipes                            |
| 3      | 3      | Serie B Groupe A 10 équipes                             | Serie B Groupe B 10 équipes                             | Serie B Groupe C 10 équipes                             | Serie B Groupe D 10 équipes                             |                                                         |                                                         |                                                         |                                                         |                                                         |                                                         |                                                         |                                                         |                                                         |                                                         |                                                         |                                                         |                                                         |                                                         |
| 4      | 4      | Serie C1 Groupe A 10 équipes                            | Serie C1 Groupe A 10 équipes                            | Serie C1 Groupe B 10 équipes                            | Serie C1 Groupe B 10 équipes                            | Serie C1 Groupe C 8 équipes                             | Serie C1 Groupe C 8 équipes                             | Serie C1 Groupe D 8 équipes                             | Serie C1 Groupe D 8 équipes                             | Serie C1 Groupe E 8 équipes                             | Serie C1 Groupe E 8 équipes                             | Serie C1 Groupe F 7 équipes                             | Serie C1 Groupe F 7 équipes                             | Serie C1 Groupe G 6 équipes                             | Serie C1 Groupe G 6 équipes                             | Serie C1 Groupe H 6 équipes                             | Serie C1 Groupe H 6 équipes                             |                                                         |                                                         |
| 5      | 5      | Serie C2 Plusieurs groupes régionaux ou inter-régionaux | Serie C2 Plusieurs groupes régionaux ou inter-régionaux | Serie C2 Plusieurs groupes régionaux ou inter-régionaux | Serie C2 Plusieurs groupes régionaux ou inter-régionaux | Serie C2 Plusieurs groupes régionaux ou inter-régionaux | Serie C2 Plusieurs groupes régionaux ou inter-régionaux | Serie C2 Plusieurs groupes régionaux ou inter-régionaux | Serie C2 Plusieurs groupes régionaux ou inter-régionaux | Serie C2 Plusieurs groupes régionaux ou inter-régionaux | Serie C2 Plusieurs groupes régionaux ou inter-régionaux | Serie C2 Plusieurs groupes régionaux ou inter-régionaux | Serie C2 Plusieurs groupes régionaux ou inter-régionaux | Serie C2 Plusieurs groupes régionaux ou inter-régionaux | Serie C2 Plusieurs groupes régionaux ou inter-régionaux | Serie C2 Plusieurs groupes régionaux ou inter-régionaux | Serie C2 Plusieurs groupes régionaux ou inter-régionaux | Serie C2 Plusieurs groupes régionaux ou inter-régionaux | Serie C2 Plusieurs groupes régionaux ou inter-régionaux |

### Équipe nationale
L'équipe d'Italie de baseball prend part à des compétitions internationales, comme les Championnats d'Europe, les Jeux olympiques, le Classique mondiale ou la Coupe du monde notamment. Quatrième de la Coupe du monde en 1974 et 1998, l'équipe nationale compte huit titres de champions d'Europe entre 1954 et 1997. Sur le Vieux contient, les seuls véritables rivaux des Italiens sont les Néerlandais.

## Histoire
Le Spalding World Tour de 1889 introduit le baseball en Italie. Trois matches y sont disputés. Le 19 février à Naples, All-America, sélection de joueurs de la Ligue nationale, s'impose 8-2 face aux Chicago White Stockings ; le 23, à Rome sur la Piazza di Siena de la Villa Borghèse, Chicago gagne 3-2 ; Le 25, à Florence, All-America remporte le dernier match italien de la tournée par 7 à 4. Nouvelle tournée américaine passant par l'Italie en février 1913. Un match devait être joué à Naples, mais on ne trouve pas de terrain. À Rome, c'est la météo qui empêche la tenue du match programmé. Ainsi, les joueurs américains passent une semaine en Italie, sans y jouer un seul match.
L'implantation réelle du baseball en Italie débute en 1919 sous l'impulsion de Max Otto. Natif de Turin sous le nom de Mario Ottino, il passe plusieurs années aux États-Unis où il devient un fan de baseball. Il revient en Italie après la Première Guerre mondiale avec du matériel et l'envie d'y développer la discipline. L'autre père du baseball italien est le Romain Guido Graziani, qui organise des matches à Rome dès 1920. Malgré les efforts d'Otto et de Graziani, le baseball ne parvient pas à s'imposer en Italie. Le coup de grâce vient du régime fasciste qui rejette ce sport trop américain.
L'arrivée des soldats américains en Italie en 1944 change la donne. Max Otto en profite pour relancer son idée de ligue italienne. Le premier match officiel disputé sous l'autorité de Lega Italiana Baseball se tient le 27 juin 1948 à Milan. Avec le soutien de la presse et de puissants partenaires, Coca-Cola au premier chef, les débuts de cette ligue sont un succès populaire. À Rome, Guido Graziani met en place l'Associazione Italia Baseball. Les deux ligues fusionnent en 1950 pour donner naissance à la Federazione Italiana Palla Base, aujourd'hui FIBS (Federazione Italiana Baseball Softball).

## Médias
La presse sportive nationale et la télévision suivent le baseball national. La Rai diffuse via Rai Sport Più un match du championnat d'Italie chaque jeudi. Comme dans nombre d'autres pays européens, ESPN America (ex-NASN) diffuse les matches de la MLB.